# Cylindromyia nigrina
Cylindromyia nigrina là một loài ruồi trong họ Tachinidae.